# 음핵광혈량측정
음핵광혈량측정(陰核光血量測定, Clitoral photoplethysmograph)은 음핵을 흐르는 혈량을 빛을 이용해서 측정하는 방법이다. 여성의 성적 각성을 측정할 수 있다. 

## 같이 보기
- 광혈량도
- 음경혈량측정
- 질광혈량측정